# حسین‌خان‌لی
حسین‌خان‌لی (به لاتین: Hüseynxanlı) یک منطقه مسکونی در جمهوری آذربایجان است که در شهرستان زرداب واقع شده‌است. حسین‌خان‌لی ۴۲۴ نفر جمعیت دارد.